# Ilkka Koski
Ilkka Koski est un boxeur finlandais né le 10 juin 1928 à Jyväskylä et mort le 28 février 1993 à Helsinki.

## Biographie
Ilkka Koski participe aux Jeux olympiques d'été de 1952 en combattant dans la catégorie des poids lourds et remporte la médaille de bronze.

## Palmarès

### Jeux olympiques
- Médaille de bronze en +81 kg en 1952 à Helsinki, Finlande